# Antipasso
Antipasso o Antipaxos (in greco moderno: Antìpaxi - Αντίπαξοι) è una piccola isola della Grecia.
Essa copre 5 km² e si trova a 3 km a sud della più grande e importante Passo; quest'ultima a sua volta sita a sud di Corfù.
Coperta di vigneti, Antipaxos possiede numerose spiagge molto belle e un porto, Agrapidia.

## Amministrazione
Dal punto di vista amministrativo l'isola è parte del comune di Passo la cui sede è nell'Isola di Passo